# 賈斯汀·車
賈斯汀·車（Justin Isiah Che，2003年11月18日—）是一名美國職業足球運動員，現時効力荷甲ADO海牙(由邦比外借)。

## 榮譽
個人
- 美國足球甲級聯賽  全聯賽隊: 2020

## 外部連結
- Soccerway資料庫：賈斯汀·車
- Template:USL League One player
- Justin Che （页面存档备份，存于） at FC Dallas